# 켄드라 해리슨
켄드라 해리슨(영어: Kendra Harrison, 1992년 9월 18일~)은 미국의 육상 선수로 주 종목은 허들이다. 2020년 하계 올림픽에서 100m 허들 종목에서 은메달을 획득했고 세계 선수권 대회에서 은메달 1개와 동메달 1개를 획득했다.
현재 여자 100m 허들 아메리카 기록 보유자이며 2016년 7월부터 2022년 7월까지 여자 100m 허들 세계 기록을 보유했다.